# José Casimiro Morgado
José Casimiro Ferreira Morgado (* in Portugal) leitet in der Nachfolge von Gerhard Conrad seit 1. September 2019 das EU Intelligence Analysis Centre (EU INTCEN). Morgado verfügt über ein Team von ca. 80 nachrichtendienstlichen Analysten.

## Leben
Nach Abschluss seines Jura-Studiums 1983 bis 1988 an der Universität Lissabon arbeitete Morgado als Rechtsanwalt bis 1997. Von 1991 bis 2008 lehrte er Jura an der privaten Lusíada Universität Porto. Im November 1997 wurde er zum regionalen Direktor des Sicherheitsdienstes in Porto ernannt.
Im April 2008 wurde Morgado zum Bürochef des Generalsekretärs der Geheimdienste der portugiesischen Republik ernannt. Am 1. Dezember 2010 übernahm er die Leitung des Serviço de Informações Estratégicas de Defesa (SIED). Nachdem am 30. August schon DPA die Amtsübernahme als Leiter des INTCEN gemeldet hatte, veröffentlichte der Correio da Manhã (Tagesbote) die offizielle Ernennung durch die EU-Außenbeauftragte Federica Mogherini. Er hielt diese Leitung des SIED bis zum 31. August 2019, einen Tag nachdem seine Ernennung zum Leiter des INTCEN bekannt geworden war. Dort übernahm er die Leitung am 1. September 2019.